# Czarodziejski świat Marigold
Czarodziejski świat Marigold (również: Czary Marigold) (oryg. Magic for Marigold, 1929) – powieść dla dziewcząt autorstwa kanadyjskiej pisarki; Lucy Maud Montgomery.
Przygody małej dziewczynki; Marigold, obdarzonej niezwykłą wyobraźnią.